# Armijska grupa Albanija
Armijska grupa Albanija (njem. Armeegruppe Albanien) je bila vojna formacija austrougarske vojske u Prvom svjetskom ratu. Tijekom Prvog svjetskog rata djelovala je na Solunskom bojištu.

## Povijest
Armijska grupa Albanija formirana je na Solunskom bojištu u kolovozu 1918. na osnovi jedinica XIX. korpusa. Njezinim zapovjendikom imenovan je general pukovnik Karl von Pflanzer-Baltin. Iako i dalje veličine korpusa, armijska grupa je formirana zbog čina i ugleda njezinog zapovjednika. Sastav armijske grupe činili su 47. i 81. pješačka divizija, kojima su kasnije u rujnu priključena 9. konjička divizija. Tijekom postojanja jedinice armijske grupe sudjelovale su u završnim borbama u Albaniji, te nakon toga povlačenju prema Kotoru. Armijska grupa Albanija prestala je postojati nakon potpisivanja primirja 3. studenog 1914. i raspada austrougarske vojske.   

## Zapovjednici
Karl von Pflanzer-Baltin (kolovoz – studeni 1918.)

## Sastav
- kolovoz 1918.: 47. pješačka divizija, 81. pješačka divizija, 220. landšturmska brigada
- rujan 1918.: 47. pješačka divizija, 81. pješačka divizija, 9. konjička divizija
- listopad 1918.: 47. pješačka divizija, 81. pješačka divizija, 9. konjička divizija, 220. landšturmska brigada, Istočni korpus
- studeni 1918.: 47. pješačka divizija, 81. pješačka divizija, 9. konjička divizija, 220. landšturmska brigada, Istočni korpus, Grupa Hospodarz

## Vojni raspored Armijske grupe Albanija u listopadu 1918.
Zapovjednik: general pukovnik Karl von Pflanzer-Baltin
- 47. pješačka divizija (podmrš. Weiss-Tihany)
  - 93. pješačka brigada (genboj. Baukovac)
  - 94. pješačka brigada (genboj. Förster)
- 81. pješačka divizija (podmrš. Wossala)
  - 161. landšturmska brigada (puk. Lauer)
  - 162. landšturmska brigada (puk. Sreter von Szanda)
- 9. konjička divizija (podmrš. Le Gay von Lierfels)
  - 17. konjička brigada (puk. Radey)
  - 18. konjička brigada (puk. princ od Liechtensteina)
- 220. landšturmska brigada (puk. Vittorelli)
- Istočni korpus (potpuk. Duić)
- Obalni odsjek Albanija (kadm. Catinelli)
  - Obalni pododsjek Alessio (puk. Siemens)
  - Obalni pododsjek Durazzo (puk. Dörfler)

## Vanjske poveznice
(eng.) Armijska grupa Albanija na stranici Austrianphilately.com  Arhivirana inačica izvorne stranice od 7. listopada 2014. (Wayback Machine)

(eng.) Armijska grupa Albanija na stranici Austro-Hungarian-Army.co.uk

(češ.) Armijska grupa Albanija na stranici Valka.cz